# September (球風火歌曲)
〈September〉是美國樂團球風火的歌曲，於1978年11月18日由美國唱片公司/哥倫比亞唱片發行單曲。該曲由阿利·威利斯與莫里斯·懷特創作，基於吉他手阿爾·麥凱伊發展的音樂段落而成。這首歌曲收錄於合輯《球風火精選卷1》中，並發行後獲得極大商業成功，在美國《告示牌》R&B單曲榜奪冠，並分別取得美國《告示牌》百強單曲榜第8名與英國單曲排行榜第3名的成績。
作為樂團代表作之一，該曲多年來被多次取樣、翻唱、混音與重錄。2018年，〈September〉被列入美國國會圖書館國家錄音登記表，認定為「文化上、歷史上或美學上具重要意義」的音樂作品。

## 製作
〈September〉是一首具有濃厚放克風格的歌曲，其節奏基於四小節循環模式，在主歌與副歌間的律動保持一致，並採用五度圈的和聲結構。歌曲以A大調創作，其和弦進行由球風火吉他手阿爾·麥凱伊設計，主唱莫里斯·懷特與詞曲作者阿利·威利斯在一個月內完成歌曲寫作。創作過程中，懷特在歌詞中加入「ba-dee-ya」這句無意義的音節，讓威利斯感到困惑並請求修改。然而懷特堅持保留，認為歌詞的含義並不重要，真正關鍵的是音樂的律動。這讓威利斯領悟到創作上的一大要點——歌詞不應妨礙歌曲的節奏與氛圍。"
〈September〉最初收錄於合輯《球風火精選卷1》，其主要目的是透過新曲提升專輯銷量。關於歌名中「21日」的選擇，雖有多種解釋，但懷特表示，這只是因為「21日」的發音在演唱時最為順口。懷特亦提到，他們曾嘗試不同日期，如「你還記得1日、2日、3日……」，最終發現「21日」的唱感最佳。許多人經常詢問這個日期是否有特殊含義，但實際上，純粹是因為「21日」的發音比其他日期更適合歌曲旋律，並無額外的意義。

## 演奏陣容
球風火
- 莫里斯·懷特：主唱與背景和聲、製作人
- 菲力普·貝利（英语：Philip Bailey）：主唱與背景和聲、打擊樂器（康加鼓）
- 韋丁·懷特（英语：Verdine White）：背景和聲與低音吉他
- 強尼·格雷厄姆：吉他演奏
- 阿爾·麥凱伊（英语：Al McKay）：電吉他與背景和聲
- 賴瑞·鄧恩（英语：Larry Dunn）：鍵盤
- 雷夫·強森（英语：Ralph Johnson (musician)）：鼓與打擊樂器
- 佛瑞德·懷特（英语：Fred White (musician)）：鼓
- 拉姆利·邁克爾·戴維斯與麥可·哈里斯：小號
- 路易斯·薩特菲爾德（英语：Louis Satterfield）：長號
- 安德魯·沃爾福克（英语：Andrew Woolfolk）：高音薩克斯風

技術人員
- 查爾斯·斯特普尼（英语：Charles Stepney）：弦樂編排與製作

## 評價
〈September〉是球風火最具商業與評論成功的歌曲之一，主唱莫里斯·懷特更將其視為樂團最佳作品之一。該曲獲得英国唱片业协会（BPI）銀唱片認證，並於美國獲得金唱片認證（1989年RIAA調整認證標準前，金唱片代表銷量達100萬張）。後來，該曲也因數位銷售達標而獲得RIAA金唱片認證，截至2017年9月，數位銷量已超過200萬張。《Record World》形容其為「一首流暢而明快的歌曲，捕捉了秋日時光的懷舊氛圍，並應能吸引廣播聽眾」。2021年，《滾石》雜誌將其列為「史上500大歌曲」的第65名。

該曲在球風火多年演出歷程中始終是代表作之一。2005年，《告示牌》在回顧樂團生涯時，將〈September〉評為樂團歷來第六大單曲。2014年，樂團在聖誕專輯《Holiday》中重新錄製了該曲，並命名為〈December〉。

### 文化影響
進入21世紀後，〈September〉在網路上獲得重新關注，成為社群媒體創作內容的靈感來源，也被用作網路迷因。
該曲曾出現在多部電影中，如《失戀大不同》（2001）片尾由西斯科與科里·菲茲派翠克翻唱、《博物館驚魂夜》（2006年）的結尾場景、以及《魔髮精靈》（2016）中球風火與安娜·姬妲妮、賈斯汀·提姆布萊克合作的版本。2019年電影《極地》在開場段落中播放該曲，角色們在成功執行任務後隨之合唱。2023年電影《再見機器人》多次使用此曲，並作為高潮場景的配樂。
在英國，〈September〉也成為足球應援歌曲的基礎。根據《衛報》報導，2015年秋天，纽卡斯尔联足球俱乐部的球迷首先改編此曲，以歌頌球員尚塞爾·姆本巴·曼古盧。2018年俄羅斯世界盃期間，英格蘭隊球迷亦改編為「Woah, England are in Russia / Woah, drinking all the vodka / Woah, England’s going all the way」。
此外，2022年科爾百貨的聖誕電視廣告亦使用了改編版本的〈September〉。

## 排行榜

### 每週排行榜
| 排行榜 (1972年–2016年)                      | 排名 |
| ------------------------------------------- | ---- |
| 澳洲 (Kent Music Report)                    | 12   |
| 比利时佛兰德（Ultratop五十强单曲榜）        | 19   |
| 加拿大單曲 (Canadian Recording Association) | 8    |
| 加拿大（《RPM》热门单曲榜）                 | 10   |
| 加拿大（《RPM》舞曲/城市榜）                | 14   |
| 芬蘭 (Suomen virallinen lista)              | 13   |
| 法國 (IFOP)                                 | 6    |
| 愛爾蘭（愛爾蘭唱片音樂協會单曲榜）          | 8    |
| 荷兰（荷蘭四十強單曲榜）                    | 18   |
| 荷兰（百强单曲榜）                          | 19   |
| 新西兰（新西兰唱片音乐协会单曲榜）          | 12   |
| 挪威（世道單曲榜）                          | 6    |
| 南非 (Springbok Radio)                      | 18   |
| 瑞典（瑞典最熱榜）                          | 13   |
| 英國（官方榜单公司單曲榜）                  | 3    |
| 美國（《告示牌》成人當代單曲榜）            | 41   |
| 美国（《告示牌》百大單曲榜）                | 8    |
| 美國 Hot Soul Singles (Billboard)           | 1    |
| 美國 Cash Box Top 100                       | 6    |
| 西德（GfK娱乐榜单）                         | 20   |

| 排行榜 (2020年–2024年)       | 排名 |
| ---------------------------- | ---- |
| 全球（Billboard Global 200） | 60   |

| 排行榜 (1979年)                  | 排名 |
| -------------------------------- | ---- |
| 澳洲 (Kent Music Report)         | 80   |
| 加拿大熱門單曲 (RPM)             | 108  |
| 英國單曲 (OCC)                   | 41   |
| 美國告示牌百大單曲榜             | 78   |
| 美國熱門R&B/Hip-Hop歌曲 (告示牌) | 33   |
| 美國 Cash Box                    | 54   |

## 認證
| 地區                                                       | 认证       | 认证单位/销量 |
| ---------------------------------------------------------- | ---------- | ------------- |
| 澳大利亚（澳大利亚唱片业协会）                             | 8× 白金    | 560,000‡      |
| 丹麦（國際唱片業協會丹麥分會）                             | 白金       | 90,000‡       |
| 德国（聯邦音樂產業協會）                                   | 白金       | 500,000‡      |
| 意大利（意大利音乐产业联盟）                               | 2× 白金    | 200,000‡      |
| 日本（日本唱片協會） Full-length ringtone                  | 金         | 100,000*      |
| 墨西哥（墨西哥音像製品協會）                               | 3× 白金+金 | 210,000‡      |
| 新西兰（新西兰唱片音乐协会）                               | 6× 白金    | 180,000‡      |
| 西班牙（西班牙音樂製作協會）                               | 2× 白金    | 120,000‡      |
| 英国（英国唱片业协会）                                     | 4× 白金    | 2,400,000‡    |
| 美国（美國唱片業協會） Physical release                    | 金         | 1,000,000^    |
| 美国（美國唱片業協會）                                     | 6× 白金    | 6,000,000‡    |
| *僅含認證的實際銷量 ^僅含認證的出貨量 ‡僅含認證的+實際銷量 |            |               |

## 翻唱版

### September '99
1999年，英國電子音樂組合Phats & Small推出〈September〉的混音版本〈September '99〉，收錄於合輯《The Ultimate Collection》中。該單曲在加拿大RPM舞曲榜上奪得冠軍，並在英國舞曲榜與單曲榜分別取得第4名與第25名的成績。
單曲曲目（INCredible Records，編號INCR24CD）
- September '99（電台剪輯版）– 3:45
- September '99（Mutant Disco 主唱混音版）– 6:44
- September '99（Mutant Disco Dub 版）– 6:11

### 排行榜
| 排行榜 (1999年)                      | 排名 |
| ------------------------------------ | ---- |
| 比利时佛兰德（Ultratop五十强单曲榜） | 32   |
| 丹麥 (IFPI)                          | 20   |
| 歐洲 (Eurochart Hot 100)             | 65   |
| 法国（法國唱片出版業公會單曲榜）     | 64   |
| 德国（德國官方單曲榜）               | 40   |
| 冰島 (Íslenski Listinn Topp 40)      | 27   |
| 愛爾蘭（愛爾蘭唱片音樂協會单曲榜）   | 28   |
| 荷兰（荷蘭四十強單曲榜）             | 12   |
| 荷兰（百强单曲榜）                   | 25   |
| 挪威（世道單曲榜）                   | 15   |
| 蘇格蘭（官方榜单公司單曲榜）         | 28   |
| 瑞典（瑞典最熱榜）                   | 48   |
| 瑞士（瑞士热门音乐榜）               | 33   |
| 英國（官方榜单公司單曲榜）           | 25   |
| 英國（官方榜单公司舞曲榜）           | 4    |

| 排行榜 (2011年)                  | 排名 |
| -------------------------------- | ---- |
| 法国（法國唱片出版業公會單曲榜） | 29   |
| UK Pop (Music Week)              | 14   |

| 排行榜 (1999年)            | 排名 |
| -------------------------- | ---- |
| Netherlands (Dutch Top 40) | 109  |

### 柯克·富蘭克林版
2007年，福音音樂人柯克·富蘭克林於Stax Records發行翻唱版本，收錄於致敬專輯《Interpretations: Celebrating the Music of Earth, Wind & Fire》作為專輯的主打單曲。該版本由莫里斯·懷特製作，在《告示牌》成人節奏藍調榜上排名第17，福音歌曲榜上則取得第26名。

## 評價
《今日美國》評論：「富蘭克林將充滿活力的〈September〉轉化為一場福音狂歡。」《AllMusic》的詹姆斯·克里斯多福·蒙格（James Christopher Monger）指出：柯克·富蘭克林帶來了無可挑剔的翻唱，與原版幾乎無異。」《PopMatters》的麥克·約瑟夫（Mike Joseph）認為：「富蘭克林直接取樣原曲，並重新詮釋為一首關於生存的頌歌，將《September》比喻為困境時刻，並透過合唱團的精彩演繹賦予歌詞新的意義。」《時人》則形容：「富蘭克林讓《September》成為一場振奮人心的信仰讚歌。」

## 外部連結
- Music video from YouTube
- 在Discogs上的《September (球風火歌曲)》（发行列表）
- MusicBrainz上的September（录音信息及列表）